# UFC 232
UFC 232: Jones vs. Gustafsson 2 var en MMA-gala som arrangerades av Ultimate Fighting Championship och ägde rum 29 december 2018 i Inglewood i USA. 

## Resultat
1. ↑  Titelmatch i lätt tungvikt.
2. ↑  Titelmatch i fjädervikt.
3. ↑  Catchvikt 137 lbs.[2]